# 존 살트마쉬
존 살트마쉬 ( John Saltmarsh; - 1647년 ) 영국의 급진파에 속하는 작가이며 설교자이다.  그는 ' 논쟁자들 가운데 가장 부드러운 혀를 가진 자'로 불리었다.  그는 언약도를 지지하였고, 토마스 페어팩스의 군대의 군목으로 재직하였다. '칼빈주의적 기초는 가졌지만 사람의 실용적 지식을 가진 사람'으로도 불리었다.  윌리엄 홀러는 '기이한 천재이면 시인이며, 안무가'로 불렀다. 그는 무가 은총 신학을 설교하였으며, 평화, 사랑, 일치에 관하여 출간하였다. 

## 관점
그는 종교적 관용과 양심의 자유에 대한 강한 옹호자였다. 그는 이 땅에 천국이 가능하다고 생각하였다.  새뮤얼 루더포드는 그를 율법폐기론자로 생각하였다.  